# Modro jezero
Modro jezero (hrvaško Modro jezero) je občasno presihajoče kraško jezero v bližini Imotskega (Hrvaška).
Modro jezero je eno najlepših jezer na Hrvaškem. Prvotno je bilo to podzemno jezero. S porušitvijo stropa v kraško jamo, pa je postalo zunanje jezero. Jezero je dolgo 800 in široko do 500 metrov. Njegova največja globina pa je 90 metrov. Gladina vode skozi leto niha. V poletnih mesecih je v jezeru dovolj vode za kopanje in druge vodne športe. Niso pa redka leta, ko se jezero povsem posuši.